# Walter Garre
Walter J. Garre López (ur. 2 września 1945 w Paysandú) – urugwajski kolarz szosowy, uczestnik Letnich Igrzysk Olimpijskich 1968 w Meksyku.

## Wyniki olimpijskie
| Igrzyska    | Konkurencja              | Czas       | Wynik |
| ----------- | ------------------------ | ---------- | ----- |
| Meksyk 1968 | Wyścig drużynowy na czas | 2-25:47.20 | 24.   |